# Leo Gingold
Pour les articles homonymes, voir Gingold.
Leo Gingold, né le 4 janvier 1915 à Francfort-sur-le-Main et mort au camp d'Auschwitz, est un résistant allemand au nazisme.

## Biographie
Leo Gingold fait un apprentissage en commerce de gros en tant que marchand de textile. En 1933, il s’exile à Paris avec ses parents, des Juifs émigrés de Pologne, sa sœur Dora et son frère Peter.
Leo et Peter se joignent après l'invasion de la Wehrmacht à la Résistance intérieure française et au Travail allemand. Ils sont également membres du Comité Allemagne libre pour l’Ouest. Leo distribue des tracts aux soldats allemands de la Wehrmacht dans lesquels il appelle au sabotage de la guerre de conquête contre la France.
Le 16 juillet 1942, Leo Gingold est arrêté et remis à la Gestapo. Selon d'autres informations, il est arrêté par la police française le 4 novembre 1942 et envoyé dans divers centres de détention. Le dernier camp d'internement est le camp de Drancy où il est envoyé le 26 janvier 1943. Gingold se trouve le 9 mars 1943 dans le camp de Beaune-la-Rolande qu'il quitte le 3 mai 1943 pour le camp de concentration d'Auschwitz. Le jour de sa mort est inconnu.